# Cabut versicolor
El cabut versicolor (Eubucco versicolor) és una espècie d'ocell de la família dels capitònids (Capitonidae) que habita Perú i nord de Bolívia.

## Taxonomia
S'ha classificat en tres subespècies al temps que altres autors consideren cadascuna d'elles com una espècie diferent:
- cabut versicolor septentrional (Eubucco steerii) o (E. v. steerii) (PL Sclater et Salvin, 1878). Del Perú septentrional.
- cabut versicolor central (Eubucco glaucogularis) o (E. v. glaucogularis) (Tschudi, 1844). Habita Perú central.
- cabut versicolor meridional (Eubucco versicolor) sensu stricto o (E. v. versicolor)(Statius Müller, PL, 1776). Habita Perú meridional i Bolívia septentrional.